# Carolina Bilich
Carolina Bilich Queiroz (Vitória, 12 de julho de 1995) é uma nadadora brasileira, especialista em nado livre e maratona aquática.

## Trajetória esportiva
No Sul-Americano Juvenil de 2011 realizado em Lima, no Peru, ganhou a medalha de ouro nos 400 metros livre e 800 metros livre. No Campeonato Sul-Americano de Natação de 2012, realizado em Belém, ganhou a medalha de prata nos 1500 metros livre, e ficou em quarto lugar nos 800 metros livre. No Campeonato Sul-Americano Juvenil de 2013, realizado em Valparaíso, no Chile, Carolina ganhou quatro medalhas de ouro: nos 200 metros livre, nos 400 metros livre, nos 800 metros livre e na maratona aquática por times de 3 km.
Bilich nadou em três provas no Campeonato Mundial de Esportes Aquáticos de 2013 em Barcelona  e terminou em décimo lugar nos 4x200 metros livre, junto com Jéssica Cavalheiro, Larissa Oliveira e Manuella Lyrio, 26º nos 800 metros livre e 29º nos 400 metros livre.
Nos Jogos Sul-Americanos de 2014, ganhou uma medalha de ouro no revezamento 4x200 metros livre, e terminou em quarto lugar nos 400 metros livre, sexto lugar nos 800 metros livre e sétimo nos 1500 metros livre.
Nos Jogos Pan-Americanos de 2015 em Toronto, no Canadá, começou nadando a maratona aquática de 10 km, e terminou em décimo lugar. Nas competições de natação, ela terminou em sétimo lugar nos 400 metros livre e nono lugar nos 800 metros livre.
No Campeonato Mundial de Esportes Aquáticos de 2015, terminou em 17º lugar na maratona aquática de 5 km.